# Штёгер, Петер
Пе́тер Штёгер (нем. Peter Stöger; род. 11 апреля 1966, Вена) — австрийский футболист, полузащитник, а также футбольный тренер. Со 2 июня 2025 года является главным тренером австрийского клуба «Рапид» (Вена).

## Карьера игрока

### Сборная
Дебютировал в сборной Австрии 5 февраля 1988 года в товарищеском матче против Швейцарии. Не попал в окончательный состав на Чемпионат мира 1990 года, но участвовал в турнире 1998 года, где провёл 2 матча (против Италии и Камеруна), однако не отметился результативными действиями. Последнюю игру за сборную провёл 10 марта 1999 года в Санкт-Галлене против Швейцарии.

## Тренерская карьера
После завершения карьеры футболиста летом 2004 года Штёгер получил предложение от «Унтерзибенбрунна» приступить к работе в качестве главного тренера. Однако он отказался от этой должности, ввиду неустойчивого финансового положения клуба и невозможности должным образом вести трансферную политику. Штёгер согласился вернуться во второй раз в «Аустрию» (Вена) и возглавил молодёжную команду. В июне 2005 года совместно с Френком Схинкелсом (бывшим скаутом молодёжной команды Аустрии) победил в финале молодёжного кубка страны венский «Рапид» со счётом 3:1. С декабря 2005 года стал спортивным директором «Аустрии» (в этом же сезоне клуб стал чемпионом Австрии).
Осенью 2006 года вместе с Схинкелсом был отправлен в отставку с занимаемого поста, поскольку команда в тот момент находилась на последнем месте в турнирной таблице. В июне 2007 года Штёгер стал спортивным директором «Фёрста» (Вена), где работал до июня 2010 года. С осени 2007 по апрель 2010 года он совмещал этот пост с должностью главного тренера команды, с которой в 2009 году вышел в Первую лигу Австрии. В последних играх сезона 2009/10 он был уволен из-за вылета в Регионаллигу; в последних играх сезона командой руководил Схинкелс.
В ноябре 2010 года Штёгер стал главным тренером клуба ГАК, заключив контракт до конца сезона. Следующим летом он принял предложение «Винер-Нойштадта» и вновь стал совмещать позиции тренера и спортивного директора. Год спустя, ещё до завершения контракта с «Винер-Нойштадтом», он начал переговоры с «Аустрией», где сменил Ивицу Вастича, подписав двухлетний контракт. Следующий сезон стал победным для «Аустрии» в чемпионате, и Штёгер назвал этот успех «самым красивым во всей его карьере». После этого он решил выйти на новый уровень в своей тренерской карьере, и был отправлен в «Кёльн» за 700 тысяч евро и обязательства сыграть два товарищеских матча. Это вызвало некоторые недовольства среди болельщиков «Аустрии», однако Штёгер заявил на это следующее: «Мы только и говорим о морали, когда, несмотря на действующий контракт, хорошие люди хотят стать лучше. Однако мы не говорим о морали, когда тренера увольняют, несмотря на действующий контракт».
В своём первом сезоне в Германии 21 апреля 2014 года Штёгер вывел «Кёльн» в Первую Бундеслигу после победы над «Бохумом» со счётом 3:1 в 31 туре.
Работал также экспертом австрийской газеты Kurier и аналитиком Sky Deutschland.
3 декабря 2017 года руководство «Кёльна», который после 14-ти туров имел лишь 3 очка в Бундеслиге, уволило Штёгера.
10 декабря 2017 года Штёгер возглавил дортмундскую «Боруссию», сменив на этом посту голландского специалиста Петера Боса. Контракт подписан до 30 июня 2018 года.
После двух лет на должности спортивного директора в клубе «Адмира Ваккер Мёдлинг», Петер Штёгер возвращается в австрийскую Бундеслигу,  начиная с сезона 2025/26 в качестве главного тренера клуба «Рапид» (Вена). Его контракт действует до 2027 года.

## Достижения

### Достижения в качестве игрока
«Аустрия» (Вена)
- Чемпион Австрии: 1990/91, 1991/92, 1992/93
- Обладатель кубка Австрии: 1989/90, 1991/92, 1993/94

«Рапид» (Вена)
- Чемпион Австрии: 1995/96
- Серебряный призёр чемпионата Австрии: 1996/97, 1997/98
- Лучший полузащитник чемпионата Австрии по версии Kurier[12].

### Достижения в качестве спортивного директора
«Аустрия» (Вена)
- Чемпион Австрии: 2005/06
- Обладатель кубка Австрии: 2005/06

### Достижения в качестве тренера
«Фёрст»
- Победитель Регионаллиги Ост: 2008/09

«Аустрия» (Вена)
- Чемпион Австрии: 2012/13

«Кёльн»
- Победитель Второй Бундеслиги: 2013/14

## Статистика

### Матчи и голы за сборную Австрии
| Матчи и голы Штёгера за сборную Австрии | Матчи и голы Штёгера за сборную Австрии | Матчи и голы Штёгера за сборную Австрии | Матчи и голы Штёгера за сборную Австрии | Матчи и голы Штёгера за сборную Австрии | Матчи и голы Штёгера за сборную Австрии | Матчи и голы Штёгера за сборную Австрии |
| --------------------------------------- | --------------------------------------- | --------------------------------------- | --------------------------------------- | --------------------------------------- | --------------------------------------- | --------------------------------------- |
| №                                       | Дата                                    | Оппонент                                | Счёт                                    | Голы Штёгера                            | Соревнование                            |                                         |
| 1                                       | 5 февраля 1988                          | Швейцария                               | 1:2                                     | -                                       | Товарищеский матч                       |                                         |
| 2                                       | 24 апреля 1988                          | Дания                                   | 1:0                                     | -                                       | Товарищеский матч                       |                                         |
| 3                                       | 17 мая 1988                             | Венгрия                                 | 4:0                                     | -                                       | Товарищеский матч                       |                                         |
| 4                                       | 3 августа 1988                          | Бразилия                                | 0:2                                     | -                                       | Товарищеский матч                       |                                         |
| 5                                       | 11 апреля 1989                          | Чехословакия                            | 1:2                                     | -                                       | Товарищеский матч                       |                                         |
| 6                                       | 20 мая 1989                             | ГДР                                     | 1:1                                     | -                                       | Отборочные матчи ЧМ-1990                |                                         |
| 7                                       | 31 мая 1989                             | Норвегия                                | 1:4                                     | -                                       | Товарищеский матч                       |                                         |
| 8                                       | 21 августа 1990                         | Швейцария                               | 1:3                                     | -                                       | Товарищеский матч                       |                                         |
| 9                                       | 17 апреля 1991                          | Норвегия                                | 0:0                                     | -                                       | Товарищеский матч                       |                                         |
| 10                                      | 1 мая 1991                              | Швеция                                  | 0:6                                     | -                                       | Товарищеский матч                       |                                         |
| 11                                      | 22 мая 1991                             | Фарерские острова                       | 3:0                                     | -                                       | Отборочные матчи ЧЕ-1992                |                                         |
| 12                                      | 5 июня 1991                             | Дания                                   | 1:2                                     | -                                       | Отборочные матчи ЧЕ-1992                |                                         |
| 13                                      | 4 сентября 1991                         | Португалия                              | 1:1                                     | -                                       | Товарищеский матч                       |                                         |
| 14                                      | 9 октября 1991                          | Дания                                   | 0:3                                     | -                                       | Отборочные матчи ЧЕ-1992                |                                         |
| 15                                      | 16 октября 1991                         | Северная Ирландия                       | 1:2                                     | -                                       | Отборочные матчи ЧЕ-1992                |                                         |
| 16                                      | 13 ноября 1991                          | Югославия                               | 0:2                                     | -                                       | Отборочные матчи ЧЕ-1992                |                                         |
| 17                                      | 25 марта 1992                           | Венгрия                                 | 1:2                                     | -                                       | Товарищеский матч                       |                                         |
| 18                                      | 14 апреля 1992                          | Литва                                   | 4:0                                     | -                                       | Товарищеский матч                       |                                         |
| 19                                      | 29 апреля 1992                          | Уэльс                                   | 1:1                                     | -                                       | Товарищеский матч                       |                                         |
| 20                                      | 19 мая 1992                             | Польша                                  | 2:4                                     | -                                       | Товарищеский матч                       |                                         |
| 21                                      | 19 августа 1992                         | Чехословакия                            | 2:2                                     | 1                                       | Товарищеский матч                       |                                         |
| 22                                      | 2 сентября 1992                         | Португалия                              | 1:1                                     | -                                       | Товарищеский матч                       |                                         |
| 23                                      | 14 октября 1992                         | Франция                                 | 0:2                                     | -                                       | Отборочные матчи ЧМ-1994                |                                         |
| 24                                      | 28 октября 1992                         | Израиль                                 | 5:2                                     | 1                                       | Отборочные матчи ЧМ-1994                |                                         |
| 25                                      | 18 ноября 1992                          | Германия                                | 0:0                                     | -                                       | Товарищеский матч                       |                                         |
| 26                                      | 10 марта 1993                           | Греция                                  | 2:1                                     | -                                       | Товарищеский матч                       |                                         |
| 27                                      | 13 мая 1993                             | Финляндия                               | 1:3                                     | -                                       | Отборочные матчи ЧМ-1994                |                                         |
| 28                                      | 19 мая 1993                             | Швеция                                  | 0:1                                     | -                                       | Отборочные матчи ЧМ-1994                |                                         |
| 29                                      | 25 августа 1993                         | Финляндия                               | 3:0                                     | -                                       | Отборочные матчи ЧМ-1994                |                                         |
| 30                                      | 13 октября 1993                         | Болгария                                | 1:4                                     | -                                       | Отборочные матчи ЧМ-1994                |                                         |
| 31                                      | 27 октября 1993                         | Израиль                                 | 1:1                                     | -                                       | Отборочные матчи ЧМ-1994                |                                         |
| 32                                      | 10 ноября 1993                          | Швеция                                  | 1:1                                     | -                                       | Отборочные матчи ЧМ-1994                |                                         |
| 33                                      | 23 марта 1994                           | Венгрия                                 | 1:1                                     | -                                       | Товарищеский матч                       |                                         |
| 34                                      | 20 апреля 1994                          | Шотландия                               | 1:2                                     | -                                       | Товарищеский матч                       |                                         |
| 35                                      | 17 мая 1994                             | Польша                                  | 4:3                                     | 3                                       | Товарищеский матч                       |                                         |
| 36                                      | 2 июня 1994                             | Германия                                | 1:5                                     | -                                       | Товарищеский матч                       |                                         |
| 37                                      | 17 августа 1994                         | Россия                                  | 0:3                                     | -                                       | Товарищеский матч                       |                                         |
| 38                                      | 7 сентября 1994                         | Лихтенштейн                             | 4:0                                     | -                                       | Отборочные матчи ЧЕ-1996                |                                         |
| 39                                      | 12 октября 1994                         | Северная Ирландия                       | 1:2                                     | -                                       | Отборочные матчи ЧЕ-1996                |                                         |
| 40                                      | 13 ноября 1994                          | Португалия                              | 0:1                                     | -                                       | Отборочные матчи ЧЕ-1996                |                                         |
| 41                                      | 16 августа 1995                         | Латвия                                  | 2:3                                     | -                                       | Отборочные матчи ЧЕ-1996                |                                         |
| 42                                      | 6 сентября 1995                         | Ирландия                                | 3:1                                     | 3                                       | Отборочные матчи ЧЕ-1996                |                                         |
| 43                                      | 11 октября 1995                         | Португалия                              | 1:1                                     | 1                                       | Отборочные матчи ЧЕ-1996                |                                         |
| 44                                      | 15 ноября 1995                          | Северная Ирландия                       | 3:5                                     | -                                       | Отборочные матчи ЧЕ-1996                |                                         |
| 45                                      | 24 апреля 1996                          | Венгрия                                 | 2:0                                     | -                                       | Товарищеский матч                       |                                         |
| 46                                      | 29 мая 1996                             | Чехия                                   | 1:0                                     | -                                       | Товарищеский матч                       |                                         |
| 47                                      | 9 октября 1996                          | Швеция                                  | 1:0                                     | -                                       | Отборочные матчи ЧМ-1998                |                                         |
| 48                                      | 9 ноября 1996                           | Латвия                                  | 2:1                                     | -                                       | Отборочные матчи ЧМ-1998                |                                         |
| 49                                      | 18 марта 1997                           | Словения                                | 0:2                                     | -                                       | Товарищеский матч                       |                                         |
| 50                                      | 2 апреля 1997                           | Шотландия                               | 0:2                                     | -                                       | Отборочные матчи ЧМ-1998                |                                         |
| 51                                      | 30 апреля 1997                          | Эстония                                 | 2:0                                     | 1                                       | Отборочные матчи ЧМ-1998                |                                         |
| 52                                      | 8 июня 1997                             | Латвия                                  | 3:1                                     | 1                                       | Отборочные матчи ЧМ-1998                |                                         |
| 53                                      | 20 августа 1997                         | Эстония                                 | 3:0                                     | -                                       | Отборочные матчи ЧМ-1998                |                                         |
| 54                                      | 6 сентября 1997                         | Швеция                                  | 1:0                                     | -                                       | Отборочные матчи ЧМ-1998                |                                         |
| 55                                      | 10 сентября 1997                        | Беларусь                                | 1:0                                     | -                                       | Отборочные матчи ЧМ-1998                |                                         |
| 56                                      | 11 октября 1997                         | Беларусь                                | 4:0                                     | 2                                       | Отборочные матчи ЧМ-1998                |                                         |
| 57                                      | 25 марта 1998                           | Венгрии                                 | 2:3                                     | -                                       | Товарищеский матч                       |                                         |
| 58                                      | 2 июня 1998                             | Лихтенштейн                             | 6:0                                     | 2                                       | Товарищеский матч                       |                                         |
| 59                                      | 11 июня 1998                            | Камерун                                 | 1:1                                     | -                                       | Чемпионат мира по футболу 1998          |                                         |
| 60                                      | 23 июня 1998                            | Италия                                  | 1:2                                     | -                                       | Чемпионат мира по футболу 1998          |                                         |
| 61                                      | 19 августа 1998                         | Франция                                 | 2:2                                     | -                                       | Товарищеский матч                       |                                         |
| 62                                      | 5 сентября 1998                         | Израиль                                 | 1:1                                     | -                                       | Отборочные матчи ЧЕ-2000                |                                         |
| 63                                      | 10 октября 1998                         | Кипр                                    | 3:0                                     | -                                       | Отборочные матчи ЧЕ-2000                |                                         |
| 64                                      | 14 октября 1998                         | Сан-Марино                              | 4:1                                     | -                                       | Отборочные матчи ЧЕ-2000                |                                         |
| 65                                      | 10 марта 1999                           | Швейцария                               | 4:2                                     | -                                       | Товарищеский матч                       |                                         |

### Статистика тренера
| Сезон            | Команда          | Чемпионат                    | Итоговая позиция                     | Выступления | Выступления | Выступления | Выступления | Выступления |
| Сезон            | Команда          | Чемпионат                    | Итоговая позиция                     | Всего игр   | Победы      | Ничьи       | Поражения   | % побед     |
| ---------------- | ---------------- | ---------------------------- | ------------------------------------ | ----------- | ----------- | ----------- | ----------- | ----------- |
| 2007/08          | Фёрст            | Регионаллига (Австрия)       | 5 место (назначен по ходу сезона)    | 18          | 9           | 1           | 8           | 050,00      |
| 2008/09          | Фёрст            | Регионаллига (Австрия)       | 1 место (вышел в следующий дивизион) | 30          | 18          | 9           | 3           | 060,00      |
| 2009/10          | Фёрст            | Первая лига (Австрия)        | 11 место (вылетел)                   | 30          | 10          | 3           | 17          | 033,33      |
| 2010/11          | ГАК              | Регионаллига (Австрия)       | 3 место                              | 15          | 9           | 5           | 1           | 060,00      |
| 2011/12          | Винер-Нойштадт   | Бундеслига (Австрия)         | 9 место                              | 37          | 6           | 15          | 16          | 016,22      |
| 2012/13          | Аустрия (Вена)   | Бундеслига (Австрия)         | 1 место (Чемпион)                    | 20          | 16          | 2           | 2           | 080,00      |
| 2013/14          | Кёльн            | Вторая Бундеслига (Германия) | 1 место (вышел в следующий дивизион) | 29          | 16          | 10          | 3           | 055,17      |
| Всего за карьеру | Всего за карьеру | Всего за карьеру             | Всего за карьеру                     | 212         | 103         | 53          | 56          | 048,58      |